# Башларов, Сайфулла-кади
Сайфулла́ Гусейнович Башла́ров (1853 или май 1856, Ницовкра, Газикумухское ханство — май 1919, Буйнакский район, Дагестан, РСФСР) — российский дагестанский общественный и религиозный деятель, муфтий, суфийский шейх Накшбандийского, Шазалийского и Кадирийского тарикатов, врач.

## Биография
Родился в лакском селении Ницовкра, недалеко от Кумуха, Казикумухского ханства (ныне Лакский район Республики Дагестан) в семье ювелира-оружейника Гусейна. Точная дата и даже год рождения неизвестны; возможно, родился между 1853 и 1856 годами. 
Окончил Согратлинское медресе. Принадлежал к суфийскому братству Шазилия, деятельность которого первым ввёл на территории Северного Кавказа. Знал, по некоторым сообщениям, семнадцать языков, хорошо разбирался в народной медицине. В 1878 году был выслан из Дагестана в Саратовскую губернию по подозрению в участии в восстании 1877 года. В ссылке находился до 1909 года. Вернувшись в Дагестан, стал муфтием Дагестанского народного суда, занимая эту должность до 1913 года и вновь с 1915 по 1917 год. Ещё до возвращения, в 1905 или 1906 году, вступил в общество «Иттифак аль-муслимин», был одним из его лидеров.
В 1913 году участвовал в подготовке так называемого «антиписарского восстания», причиной которого стал насильственный ввод русского языка в делопроизводство дагестанских судов для мусульман, был арестован и на два года выслан в Казанскую губернию до 1915 года. В 1917 году был избран одним из членов Учредительного собрания Дагестана, вошёл в состав Дагестанского временного областного комитета. В 1918 году возглавил Отдел духовно-шариатских дел Дагестанского ревкома, занимая эту должность до конца жизни.
После того как в мае 1919 года Добровольческая армия генерала Деникина захватила Темир-Хан-Шуру (ныне Буйнакск), муриды Сайфуллы-кади попытались спасти его от неминуемого ареста и тайно вывезли из города тяжелобольного шейха в небольшом деревянном ящике. По дороге Сайфулла-кади скончался и, согласно своему завещанию, был похоронен в селе Верхнее Казанище (ныне Буйнакский район).
Уже при жизни стал одним из наиболее известных и уважаемых дагестанских шейхов; ныне его могила в селе Верхнее Казанище почитается как святыня и является местом паломничества (зиярат), в его честь названы два исламских вуза в Дагестане, в 2000-е годы было впервые начато издание его сочинений.

## Книги
Сайфулла-кади оставил многочисленное литературное наследие, которое включает в себя письма и труды по богословию, духовной этике и медицине. Наиболее известными его сочинениями по суфизму являются:
- «Канз аль-ма’ариф фи асрар аль-лата’иф» — одно из наиболее крупных сочинений по суфизму, принадлежащих перу дагестанских авторов XIX—XX вв. Это сочинение объёмом 378 листов состоит из семидесяти трех глав, в которых подробно раскрываются вопросы тариката.
- «Мактубат Халид Сайфуллах ила фукара’ ахль Аллах» — сочинение, которое до последнего времени находилось в рукописном варианте, и было известно только узкому кругу суфиев. В 1998 году оно было издано в Дамаске, в издательстве «Дар ан-Ну’ман лиль-’улюм» под редакцией Абдул-Джалила Ата аль-Бакри. Сочинение состоит из восьмидесяти семи писем Сайфуллы-кади, в которых подробно освещены многие аспекты ритуальной практики Накшбандийского и Шазилийского тарикатов, а также ответы Сайфуллы-кади на вопросы своих мюридов, в основном Хасана АФанди Кахибского. В этих письмах очень много наставлений и завещаний, имеющих большую пользу, особенно для мюридов.
- «Да’ират аль-ма’ариф ат-тиббийя» — рукопись по медицине сохранившаяся до сегодняшних дней. Данное сочинение представляет собой практическое руководство для врача и посвящено описанию методов лечения различных болезней человека и животных. В книге приведены наименования лекарственных средств и инструкции для лечения этими препаратами, а также технология их приготовления. В ней даются рецепты на немецком, арабском, русском и некоторых дагестанских языках.
- «Мавафик ас-садат фи хавз аль-мурадат ахль ас-саадат».